# Даланзадгад
Даланзадгад, Далан-Дзадагад (монг. Даланзадгад — 70 колодязів) — місто в Монголії, зараз їх там залишилось менше 10. Центр Південногобійського аймаку, розташований біля підніжжя східної частини гірського масиву Гурман Чайхани нуруу, на висоті 1465 метрів над рівнем моря. Заснований російський географом-монголознавцем А. Д. Симуковим. Населення 13,2 тис. людей, площа 476 кв. км.

## Географія
Місто розташовано на плато на висоті 1590 метрів над рівнем моря у пустелі Гобі, за 540 кілометрів на південь від Улан-Батора, недалеко від кордону з Китаєм. Опади вкрай рідке явище — з жовтня по квітень вони випадають не частіше одного дня на місяць.

### Клімат
Місто знаходиться у зоні, котра характеризується кліматом тропічних пустель. Найтепліший місяць — липень із середньою температурою 20.6 °C (69 °F). Найхолодніший місяць — січень, із середньою температурою -15.6 °С (4 °F).
| Клімат Даланзадгада     | Клімат Даланзадгада | Клімат Даланзадгада | Клімат Даланзадгада | Клімат Даланзадгада | Клімат Даланзадгада | Клімат Даланзадгада | Клімат Даланзадгада | Клімат Даланзадгада | Клімат Даланзадгада | Клімат Даланзадгада | Клімат Даланзадгада | Клімат Даланзадгада | Клімат Даланзадгада |
| Показник                | Січ.                | Лют.                | Бер.                | Квіт.               | Трав.               | Черв.               | Лип.                | Серп.               | Вер.                | Жовт.               | Лист.               | Груд.               | Рік                 |
| Абсолютний максимум, °C | 7                   | 18                  | 17                  | 27                  | 32                  | 35                  | 33                  | 35                  | 28                  | 26                  | 17                  | 6                   | 35                  |
| Середній максимум, °C   | −8                  | −2                  | 5                   | 12                  | 20                  | 26                  | 27                  | 26                  | 20                  | 12                  | 1                   | −5                  | 11                  |
| Середня температура, °C | −14                 | −9                  | −1                  | 5                   | 13                  | 19                  | 20                  | 19                  | 13                  | 5                   | −5                  | −2                  | 5                   |
| Середній мінімум, °C    | −21                 | −17                 | −8                  | −1                  | 6                   | 12                  | 14                  | 13                  | 6                   | −2                  | −11                 | 0                   | −2                  |
| Абсолютний мінімум, °C  | −31                 | −31                 | −27                 | −20                 | −8                  | −1                  | 7                   | 3                   | −12                 | −17                 | −28                 | −36                 | −36                 |
| Норма опадів, мм        | 0                   | 0                   | 0                   | 0                   | 0                   | 10                  | 40                  | 30                  | 10                  | 0                   | 0                   | 0                   | 140                 |
| Днів з дощем            | 0                   | 0                   | 0                   | 1                   | 1                   | 1                   | 3                   | 4                   | 1                   | 0                   | 0                   | 0                   | 16                  |
| Вологість повітря, %    | 65                  | 59                  | 47                  | 37                  | 33                  | 40                  | 48                  | 50                  | 46                  | 43                  | 59                  | 63                  | 49                  |
| ----------------------- | ------------------- | ------------------- | ------------------- | ------------------- | ------------------- | ------------------- | ------------------- | ------------------- | ------------------- | ------------------- | ------------------- | ------------------- | ------------------- |
| Джерело: Weatherbase    |                     |                     |                     |                     |                     |                     |                     |                     |                     |                     |                     |                     |                     |

## Економіка

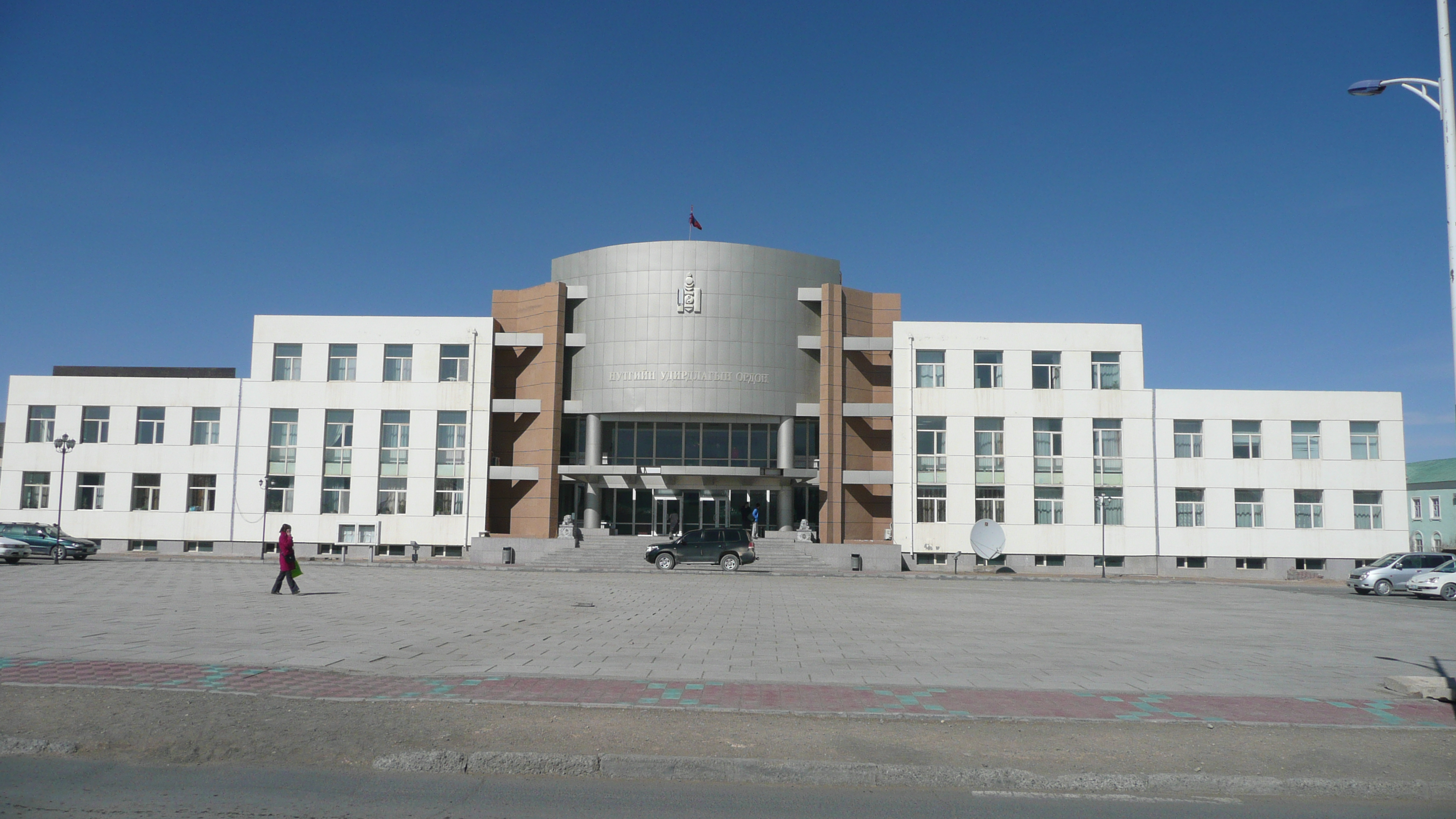
Будинок адміністрації аймаку

ВВП міста за оцінками 2010 року складало 6 млрд тугриків. Основна галузь промисловості — гірничодобувна. Електрику та тепло в місто постачає одна електростанція. Сама електростанція є в поганому стані і потребує значних інвестицій. Завод планується до приватизації.

Помітною подією стало відкриття нового цементного заводу за межами центру міста.

## Комунальне господарство
Азійський банк розвитку готовий виділити грант 475 000 доларів США на вдосконалення інфраструктури у центрі міста, у тому числі створення заводу з очищення води та покращення поводження з відходами в місті. Близько 3455 будинків у центрі міста мають доступ до питної води та каналізації. 3250 будинків мають централізоване опалення.

## Транспорт
Зі столицею Улан-Батором місто з'єднане єдиною в Монголії асфальтованою дорогою через пустелю Гобі. Водночас місто має два аеропорти. Аеропорт Гураван Сайхан — міжнародний аеропорт, другий за значенням у Монголії. Він знаходиться у 2 км від центру міста, у ньому працюють літаки одної авіакомпанії Hunnu Air. Другий аеропорт — Умнугобітур знаходиться за 31 км від центру міста, у цей аеропорт прилітають літаки 1 авіакомпанії.

## Вартість житла
Ріст гірничодобувної промисловості призвів до росту зарплат що призвело до росту цін на нерухомість. У 2009 році квартири у центрі міста можна було придбати за 250 доларів, у 2011 році — 500 доларів за метр, і у 2013 році — 845 доларів за метр. До кінця 2012 ціна квадратного метра на ринку Даландзадгаду склала 743 долара, а для трикімнатних квартир склала 964 долара за метр.

## Населення
Станом на 2004 рік населення складало 17 тисяч, у 2010 році воно складало 18700 чоловік.

## Туризм
Пустеля Гобі заселена, цим вона принципово відрізняється від класичних пустель типу Сахари. Піщані дюни є нечисленні, вони досягають 5 кілометрів завдовжки та 80 метрів заввишки. Місто Даландзадгад є відправною точкою для подорожею пустелею Гобі. Хоча туристичний сервіс не є добрий. У місті є декілька готелів приблизно одного класу, різниці в цінах практично немає, зручностей та води в готелях так само немає. Є хостел

## Культура
У місті розташовано музей Південногобійського аймаку, музично-драматичний театр, у 100 км від міста знаходиться палеонтологічна скарбниця — Баян-Заг, де у 1922 році вперше у пустелі Гобі було знайдено велетенську кількість чудово збережених окам'янілостей динозаврів та їх яєць. У 2002 році у місті був відкритий буддійський монастир. Поруч з містом також розташований Гобійський національний парк — Гобі-Гурван-Сайхан. Тут ведуться масштабні розкопки динозаврів, проводяться екскурсії по юрточним таборам для ознайомлення з культурою та традиційним побутом монголів-кочівників.
У вересні 2013 року встановлено пам'ятник Герою Монголії, генерал-полковнику Хан'янгійн Лханвасурену.